# ルスラン・ロタン
ルスラン・ペトロヴィチ・ロタン（ウクライナ語: Руслан Петрович Ротань、ラテン文字表記: Ruslan Petrovych Rotan、1981年10月29日 - ）は、ウクライナ・ポルタヴァ出身の元サッカー選手、サッカー指導者。元ウクライナ代表。現役時代のポジションはMF。

## 経歴

### クラブ
1999年、FCドニプロでキャリアをスタートさせた。2005年にFCディナモ・キーウに移籍。2009年にFCドニプロに3年契約で復帰した。2017年8月、チェコのSKスラヴィア・プラハと1年間の契約を結んだ。

### 代表
ウクライナ代表として2006 FIFAワールドカップ、EURO2012、EURO2016に出場した。

## 代表歴

### 出場大会
- ウクライナ代表
  - 2006 FIFAワールドカップ

### 試合数
- 国際Aマッチ 100試合 8得点（2003年-2018年）[2]

| ウクライナ代表 | 国際Aマッチ | 国際Aマッチ |
| 年             | 出場        | 得点        |
| -------------- | ----------- | ----------- |
| 2003           | 2           | 0           |
| 2004           | 5           | 1           |
| 2005           | 8           | 2           |
| 2006           | 10          | 2           |
| 2007           | 7           | 1           |
| 2008           | 1           | 0           |
| 2009           | 7           | 0           |
| 2010           | 6           | 0           |
| 2011           | 9           | 0           |
| 2012           | 9           | 0           |
| 2013           | 9           | 1           |
| 2014           | 4           | 0           |
| 2015           | 7           | 0           |
| 2016           | 8           | 1           |
| 2017           | 6           | 0           |
| 2018           | 2           | 0           |
| 通算           | 100         | 8           |

## タイトル

### クラブ
FCディナモ・キエフ
- ウクライナ・プレミアリーグ ： 2006-07, 2005-06(準優勝)
- ウクライナ・カップ ： 2005-06, 2006-07
- ウクライナ・スーパーカップ ： 2006, 2007

FCドニプロ
- ウクライナ・プレミアリーグ : 2013-14(準優勝)
- UEFAヨーロッパリーグ : 2014-15(準優勝)
- ウクライナ・カップ ： 2003-04(準優勝)

### 個人
- UEFAヨーロッパリーグ : スカッド・オブ・ザ・シーズン 2014-15
- ウクライナ年間最優秀選手 ： 2016